# Carlos Nougué
Carlos Augusto Ancêde Nougué (Rio de Janeiro, 17 de março de 1952) é um gramático, tradutor, lexicógrafo, professor e escritor brasileiro.

## Biografia
Carlos Nougué nasceu no Rio de Janeiro, onde morou até o ano 2000. Viveu dois anos em Montevidéu e hoje é radicado em Nova Friburgo. Estudou Arqueologia e Letras, além de Filosofia na Escola Teológica do Mosteiro de São Bento do Rio de Janeiro. Foi professor de Tradução Literária no curso de especialização em Tradução de Espanhol da Universidade Gama Filho e lecionou Língua Portuguesa e Filosofia Medieval em diversas instituições. Como lexicógrafo, Nougué participou da produção e redação dos verbetes do Minidicionário Contemporâneo da Língua Portuguesa Caldas Aulete publicado pela Nova Fronteira, em 2004, e do Dicionário de Português da Barsa/Planeta, de 2000. Nougué foi também membro do Centro Dom Bosco, do qual posteriormente se retirou por divergências quanto à influência do pensamento de Olavo de Carvalho sobre o grupo.
Tradutor premiado, Nougué já verteu textos do inglês, francês, latim e espanhol, de autores como G. K. Chesterton, Santo Agostinho, Cícero, Santo Tomás de Aquino, Miguel de Cervantes, Louis Lavelle, Xavier Zubiri e Carlos Fuentes. Ganhou o Prêmio Jabuti de Tradução, em 1993, com Cristóvão Nonato, de Carlos Fuentes. Em 2006 foi finalista do mesmo prêmio com O engenhoso fidalgo D. Quixote da Mancha, uma edição oficial do Quarto Centenário da edição princeps. A tradução foi realizada em colaboração com o espanhol José Luis Sánchez e foi avalizada pelo Instituto Cervantes e pela Comissão IV do Quarto Centenário, criada em 2005 pelo Governo da Espanha para comemorar os quatrocentos anos da publicação da primeira parte de Dom Quixote.

## Obras
- Suma Gramatical da Língua Portuguesa: Gramática Geral e Avançada. São Paulo: É Realizações. 2015. ISBN 9788580332032. OCLC 1035160268
- Estudos Tomistas - Opúsculos. [S.l.]: Edições Santo Tomás. 2016. ISBN 9788568860038
- Do Papa Herético e Outros Opúsculos. [S.l.]: Edições Santo Tomás. 2017. ISBN 9788568860083
- Da Arte do Belo. [S.l.]: Edições Santo Tomás. 2018. ISBN 9788568860076
- Estudos Tomistas - Opúsculos II. [S.I.]: Edições Santo Tomás. 2020
- No Fragor da Batalha. [S.l.]: Edições Santo Tomás. 2023. ISBN 9788568860038

## Traduções

### Individuais
- Fuentes, Carlos (1992). Cristóvão Nonato. Rio de Janeiro: Rocco. ISBN 9788532503718
- Giucci, Guillermo (1993). Sem Fé, Lei ou Rei: Brasil 1500 - 1532. Rio de Janeiro: Rocco. ISBN 8532504264
- Fuentes, Carlos (1995). Diana ou A Caçadora Solitária. Rio de Janeiro: Rocco. ISBN 9788532505408
- Fuentes, Carlos (1996). A Campanha. Rio de Janeiro: Rocco. ISBN 9788532506740
- Arrabal, Fernando (1997). Um Escravo Chamado Cervantes. Rio de Janeiro: Record. ISBN 9788501049155
- Fuentes, Carlos (1997). A Laranjeira. Rio de Janeiro: Rocco. ISBN 9788532507723
- Ormesson, Jean d' (1997). Quase Nada sobre Quase Tudo. Rio de Janeiro: Record. ISBN 978-8501047250
- Carter, Angela (1998). O Quarto do Barba-Azul. Rio de Janeiro: Rocco. ISBN 978-8532509413
- Mendicutti, Eduardo (1998). O Pombo Manco. Rio de Janeiro: Record. ISBN 978-8501050052
- Rice, Anne (1998). Pandora. Rio de Janeiro: Rocco. ISBN 978-8532509420
- Boutroux, Émile (1999). Aristóteles. Rio de Janeiro: Record. ISBN 9788501057495
- Le Roy Ladurie, Emmanuel (1999). O Mendigo e o Professor: A Saga da Família Platter no Século XVI. Rio de Janeiro: Rocco. ISBN 978-8532509727
- Peyrrefite, Alain (1999). A Sociedade de Confiança. Rio de Janeiro: Topbooks. ISBN 978-8586020933
- Vázquez, Maria Esther (1999). Jorge Luis Borges. Esplendor e Derrota. Rio de Janeiro: Record. ISBN 978-8501051776
- Arenas, Reinaldo (2000). O Mundo Alucinante. Rio de Janeiro: Record. ISBN 9788501051745
- Bergsson, Gudbergur (2000). O Cisne. Rio de Janeiro: Rocco. ISBN 9788532510716
- Carrère, Emmanuel (2000). Férias na Neve. Rio de Janeiro: Rocco. ISBN 9788532508225
- Fuentes, Carlos (2000). Os Anos com Laura Díaz. Rio de Janeiro: Rocco. ISBN 978-8532511218
- Chesterton, Gilbert Keith (2002). Santo Tomás de Aquino. Rio de Janeiro: Co-Redentora[3]
- Du Guay-Trouin, René (2002). O Corsário: Uma Invasão Francesa no Rio de Janeiro. Rio de Janeiro: Bom Texto. ISBN 9788587723253
- Hildebrand, Dietrich Von (2002). O Amor Entre o Homem e a Mulher. Nova Friburgo: Co-Redentora[3]
- Sêneca, Lucius Annaeus (2002). Cartas a Lucílio (Aprendendo a Viver). São Paulo: Martins Fontes[3]
- Balzac, Honoré de (2003). O Amor Mascarado. [S.l.]: Bom Texto. ISBN 9788587723291
- Agostinho de Hipona, Santo (2005). A Natureza do Bem. Rio de Janeiro: Sétimo Selo. ISBN 9788599255018
- Cícero, Marco Túlio (2005). Do Sumo Bem e do Sumo Mal. São Paulo: WMF Martins Fontes. ISBN 9788533621633
- Page, Martin (2005). Como Me Tornei Estúpido. Rio de Janeiro: Rocco. ISBN 9788581224541
- Tomás de Aquino, Santo (2005). Sobre o Mal. Rio de Janeiro: Sétimo Selo. ISBN 9788599255025
- Chesterton, Gilbert Keith. A Inocência do Padre Brown. [S.l.]: Sétimo Selo (2006); Sociedade Chesterton Brasil (2018) ISBN 978-8599255049, ISBN 978-8549300102
- Fuentes, Carlos (2007). Geografia do Romance. Rio de Janeiro: Rocco. ISBN 9788532521071
- Robinson, Francis (2007). O Mundo Islâmico: O Esplendor de uma Fé. [S.l.]: Folio. ISBN 978-8441324602
- Andrade, Gabriel (2011). René Girard: Um Retrato Intelectual. [S.l.]: É Realizações. ISBN 978-85-8033-034-2
- Fuentes, Carlos (2011). Adão no Éden. [S.l.]: Rocco. ISBN 978-8532526205
- Girard, René (2011). Anorexia e Desejo Mimético. [S.l.]: É Realizações. ISBN 978-85-8033-024-3
- Girard, René (2011). Aquele por Quem o Escândalo Vem. [S.l.]: É Realizações. ISBN 9788580330502
- Lavelle, Louis (2011). Regras da Vida Cotidiana. [S.l.]: É Realizações. ISBN 9788580330229
- Mendonza-Álvarez, Carlos (2011). O Deus Escondido da Pós-Modernidade. [S.l.]: É Realizações. ISBN 978-85-8033-039-7
- Weil, Éric (2011). Hegel e o Estado - Cinco Conferências Seguidas de Marx e a Filosofia do Direito. [S.l.]: É Realizações. ISBN 978-85-8033-027-4
- Zubiri, Xavier (2011). Inteligência e Logos. [S.l.]: É Realizações. ISBN 978-85-8033-011-3
- Zubiri, Xavier (2011). Inteligência e Razão. [S.l.]: É Realizações. ISBN 978-85-8033-010-6
- Zubiri, Xavier (2011). Inteligência e Realidade. [S.l.]: É Realizações. ISBN 978-85-8033-012-0
- Bandera, Cesáreo (2012). Despojada e Despida - A Humilde História de Dom Quixote - Reflexões sobre a Origem do Romance Moderno. [S.l.]: É Realizações. ISBN 978-85-8033-035-9
- Falcones, Ildefonso (2012). A Mão de Fátima. [S.l.]: Rocco. ISBN 978-8532526151
- Foenkinos, David (2012). As Lembranças. [S.l.]: Rocco. ISBN 978-8532527929
- Percy, Allan (2012). Kafka para Sobrecarregados. [S.l.]: Sextante. ISBN 9788575428672
- Fuentes, Carlos (2013). Federico em Sua Sacada. [S.l.]: Rocco. ISBN 978-8532528445
- Agarmen, Pit (2014). A Noite Devorou o Mundo. [S.l.]: Rocco. ISBN 9788532529039
- Brizuela, Natalia (2014). Depois da Fotografia: Uma Literatura Fora de Si. [S.l.]: Rocco. ISBN 978-8532529404
- Compagnon, Olivier (2014). O Adeus à Europa: A América Latina e a Grande Guerra. [S.l.]: Rocco. ISBN 978-8532529275
- Falcones, Ildefonso (2014). A Rainha Descalça. [S.l.]: Rocco. ISBN 9788532528803
- Garramuño, Florencia (2014). Frutos Estranhos: Sobre a Inespecificidade na Estética Contemporânea. [S.l.]: Rocco. ISBN 978-8532529053
- Henry, Michel (2014). Encarnação - Uma Filosofia da Carne. [S.l.]: É Realizações. ISBN 978-85-8033-136-3
- Henry, Michel (2014). Palavras de Cristo. [S.l.]: É Realizações. ISBN 9788580331400
- Pennac, Daniel (2014). O 6º Continente. [S.l.]: Rocco. ISBN 978-8532529046
- Henry, Michel (2015). Eu Sou a Verdade: Por uma Filosofia do Cristianismo. [S.l.]: É Realizações. ISBN 9788580331950
- Lavelle, Louis (2015). A Presença Total e Ensaios Reunidos. [S.l.]: É Realizações. ISBN 978-85-8033-076-2
- Scot, Duns (2015). Tratado do Primeiro Princípio. [S.l.]: É Realizações. ISBN 9788580332308
- Tomás de Aquino, Santo (2015). Compêndio de Teologia. Porto Alegre: Concreta. ISBN 9788568962008
- Agostinho de Hipona, Santo (2016). Sobre o Sermão do Senhor na Montanha. São Paulo: É Realizações. ISBN 978-8569677079
- Giorgi, Gabriel (2016). Formas Comuns: Animalidade, Literatura e Biopolítica. [S.l.]: Rocco. ISBN 9788532530141
- Mendonza-Álvarez, Carlos (2016). Deus Ineffabilis - Uma Teologia Pós-Moderna da Revelação do Fim dos Tempos. [S.l.]: É Realizações. ISBN 9788580332728
- Bernardo de Claraval, São (2017). Os Graus da Humildade e da Soberba. [S.l.]: Concreta. ISBN 978-8568962220
- Saint-Exupéry, Antoine de (2017). O Pequeno Príncipe com Ensinamentos de Jesus e da Bíblia. [S.l.]: HarperCollins. ISBN 978-8582780749
- Tomás de Aquino, Santo (2017). Questão Disputada sobre as Criaturas Espirituais. [S.l.]: É Realizações. ISBN 9788580333145
- Lavelle, Louis (2019). Do Ser - Dialética do Eterno Presente. [S.l.]: É Realizações. ISBN 978-85-8033-371-8

### Em Parceria
- Guillén, Nicolás (1992). Lagarto Verde. Parceria com Francisco Manhães e Analucia Alvarenga. Rio de Janeiro: Leviatã Publicações.[3]
- Hernández, Miguel (1992). Sangre a Sangre. Parceria com Francisco Manhães e Helena Ferreira. Rio de Janeiro: Leviatã Publicações; Embaixada da España - Consejería de Educación.[3]
- Mutis, Álvaro (1993). Mortes e Viagens de Maqroll El Gaviero. Parceria com Francisco Manhães e Analucia Alvarenga. Rio de Janeiro: Leviatã Publicações & Embaixada de Colombia.[3]
- Bona, Dominique (1999). Stefan Zweig: Uma Biografia. Parceria com João Domenech Oneto. Rio de Janeiro: Record. ISBN 9788501049445
- Balzac, Honoré de (2003). Tratado dos Estimulantes modernos. Parceria com Zilda Hutchinson Schild Silva. São Paulo: Landy.[3]
- São Máximo, o Confessor (2003). Centúrias Sobre a Caridade e Outros Escritos Espirituais. Parceria com Clarice Rodrigues. São Paulo: Landy.  ISBN 978-8576290032
- Cervantes, Miguel de (2005). O Engenhoso Fidalgo D. Quixote da Mancha. Parceria com José Luis Sánchez. [S.I.]: Record. ISBN 9788501074508
- Bernardo de Claraval, São (2017). As Heresias de Pedro Abelardo. Parceria com Renato Romano. [S.I.]: É Realizações. ISBN 978-85-8033-294-0

## Prêmios
- 35º Prêmio Jabuti, em 1993, por Cristóvão Nonato, de Carlos Fuentes.[7][10]
- Prêmio Jabuti, em 2005, indicado por O engenhoso fidalgo D. Quixote da Mancha, com José Luis Sánchez.[8]